# برج ۴۲
برج ۴۲ یک آسمان‌خراش واقع در سیتی لندن، بریتانیا می‌باشد. ساخت و ساز این ساختمان ۱۹۷۱ شروع شد و ۱۹۸۰ به پایان رسید.
این برج که کاربری آن تجاری می‌باشد تعداد طبقاتش ۴۷ و ارتفاع آن ۱۸۳ متر است.